# 제8회 베네치아 국제 영화제 (1940년)
제8회 베네치아 국제 영화제는 1940년에 9월 1일부터 9월 8일까지 열린 시상식이다. 이탈리아 베니스에서 개최되었다.
이 행사는 리도에서 멀리 떨어진 곳에서 열렸으며, 제2차 세계대전으로 인해 참가한 국가가 거의 없었고 감독들은 로마-베를린 축에 속해 있었다. 실제로 전쟁으로 인해 참가국 수가 이탈리아, 독일, 그리고 대련 역할을 맡은 헝가리의 3개국으로 줄어들면서 이 영화제는 그해 '국제'라는 명칭을 잃었다.  이탈리아, 독일은 각각 7편의 장편영화에 참여했고, 헝가리는 3편의 장편영화에 참여했다. 게다가 베니토 무솔리니가 이끄는 이탈리아 파시스트 정부의 강력한 파시스트 정치적 개입으로 인해 이탈리아는 파시스트 선전 (사회학)에 의해 억압받는 문화적 우울증을 경험하게 되었다.

## 수상 및 후보

### 황금사자상
- 대초원의 마부 - Gustav Ucicky